# أغلايا براونية
أغلايا براونية (الاسم العلمي: Aglaia brownii) هي نوع من النباتات تتبع جنس الأغلايا من الفصيلة الأزدرختية.